# Ruska pravoslavna Crkva
Ruska pravoslavna Crkva (rus. Русская православная церковь) je pomjesna autokefalna Crkva. Nalazi se na 5. mjestu u diptihu pravoslavnih Crkava. Ima rang patrijaršije.

## Ustroj
Ustroj je propisan Ustavom Ruske pravoslavne crkve. Ustav definira Rusku pravoslavnu Crkvu kao „višenarodnu pomjesnu autokefalnu Crkvu koja se nalazi u vjerskom jedinstvu i molitveno-kanonskom zajednicom s drugim pomjesnim pravoslavnim Crkvama”.
Od 17. svibnja 2007., nakon potpisivanja Akta o kanonskoj zajednici između Ruske pravoslavne Crkve i Ruske pravoslavne zagranične Crkve, potonja je postala samoupravna jedinica Ruske pravoslavne Crkve. Samoupravne crkve, egzarhati, eparhije, sinodalne ustanove, parohije, manastiri, bratstva, sestrinstva, duhovni znanstveni zavodi i predstavništva, koji se nalaze u sastavu Ruske pravoslavne Crkve čine Moskovska patrijaršija. 
U kanonskoj zavisnosti od Ruske pravoslavne Crkve nalaze se autonomne Japanska i Kineska pravoslavna Crkva (gotovo da je prekinula postojanje krajem 1960-ih godina).
Prema Ustavu Ruske pravoslavne Crkve, najviši organi crkvene vlasti su Pomjesni sabor, Arhijerejski sabor i Sveti Sinod na čelu s patrijarhom, koji provode zakonodavnu, izvršnu i sudsku vlast u okviru svojih nadležnosti. Pomjesni sabor može sazvati Arhijerejski sabor ili u izuzetnim slučajevima patrijarh i Sveti sinod. Pomjesni sabor sastoji se iz svih arhijereja, klirika, monaha i laika. Odlučuje o svim pitanjima, koja se tiču unutrašnje i vanjske djelatnosti Ruske pravoslavne Crkve i bira patrijarha. 
Arhijerejski sabor čine svi eparhijski arhijereji, a također i vikarni arhijereji koji se nalaze na čelu sinodalnih ustanova i duhovnih akademija. Prema Ustavu, saziva se jedanput u četiri godine. Arhijerejski sabor je najviši crkveni sud; sud prve i posljednje instancije pri dogmatskim i kanonskim odstupanjima u radu patrijarha moskovskog i sve Rusije.
Patrijarh je poglavar Ruske pravoslavne Crkve i ima naslov „Njegova svetost patrijarh moskovski i sve Rusije”. On je prvi među episkopima Ruske pravoslavne Crkve i njegovo se ime spominje na svim bogoslužjima u hramovima Ruske pravoslavne Crkve.
On je neposredni eparhijski episkop grada Moskve (Moskovska oblast nalazi se pod neposrednom upravom patrijarhova namjesnika — mitropolita krutickog i kolomenskog). Patrijarh ima općecrkvene upravne nadležnosti: zajedno sa Svetim Sinodom saziva Arhijerejski sabor, a u izuzetnim slučajevima i Pomjesni sabor i predsjedava na njima. On snosi odgovornost za izvršavanje odluka sabora i Svetog Sinoda, izdaje ukaze o imenovanju eparhijskih arhijereja, rukovoditelja sinodalnih ustanova, vikarnih arhijereja, rektora duhovnih škola i drugih osoba koja imenuje Sveti Sinod. Patrijarh nagrađuje arhijereje titulama i najvišim crkvenim odličjima, nagrađuje klerike i laike crkvenim priznanjima. On je arhimandrit (nastojatelj) Trojice Sergijeve lavre i mnogih drugih manastira.
Patrijarh predstavlja i zastupa Rusku pravoslavnu Crkvu pred drugim poglavarima pomjesnih pravoslavnih crkava provodeći odluke sabora ili Svetog sinoda, a može predstavljati Crkvu u svoje ime. On također predstavlja i zastupa Rusku pravoslavnu Crkvu pred najvišim organima državne vlasti i drugim svjetovnim vlastima.
Moskovska patrijaršija je organ Ruske pravoslavne Crkve koji objedinjuje sve strukture kojima neposredno rukovodi patrijarh.
Sveti Sinod sastoji se od predsjednika — patrijarha, sedam stalnih i pet privremenih članova — eparhijskih arhijereja.
Osnovna teritorijalna jedinica je eparhija na čelu koje stoji eparhijski arhijerej i koja objedinjuje sve parohije i manastire na tom teritoriju. Granice eparhija određuje Sveti Sinod. Organi eparhijske uprave su eparhijski sabor i eparhijski savjet, pomoću kojih arhijerej upravlja eparhijom.
Osnovna ustrojbena jedinica crkvenog ustrojstva je parohija koja se sastoji od klera i laika (parohijana) objedinjenih u jedan hram. Na čelu parohije stoji nastojatelj hrama (župnik) koga postavlja eparhijski arhijerej. Organi parohijske uprave su: parohijski sabor na čijem čelu stoji nastojatelj hrama, parohijski savjet (izvršni organ, potčinjen parohijskom saboru i sastoji se iz predsjednika - crkvenog starca, njegova pomoćnika i blagajnika) i revizorska komisija.

## Raskol
Odlukom Svetog Sinoda Ruske pravoslavne
Crkve sa zasjedanja u Minsku 15. listopada 2019., isti se isključio iz „Euharistijskog zajedništva” s Carigradskim patrijarhatom. Time je onemogućena koncelebracija liturgije svećenicima iz dvaju različitih patrijarhata (ruskog i bilo kojeg inog pravoslavog), kao i pristup svetoj pričesti pravoslavcima koji nisu članovi RPC na liturgiji RPC i obratno, članova RPC na liturgijama inih crkava.